# Lugang (socken i Kina, lat 35,18, long 114,82)
Lugang (kinesiska: 芦岗, 芦岗乡) är en socken i Kina. Den ligger i provinsen Henan, i den centrala delen av landet, omkring 120 kilometer nordost om provinshuvudstaden Zhengzhou. Antalet invånare är 43 805. Befolkningen består av 23 717 kvinnor och 20 088 män. Barn under 15 år utgör 22,0 %, vuxna 15-64 år 68 %, och äldre över 65 år 9,0 %.
Genomsnittlig årsnederbörd är 705 millimeter. Den regnigaste månaden är juli, med i genomsnitt 211 mm nederbörd, och den torraste är januari, med 7 mm nederbörd.